# 이집트군
이집트군(아랍어: القوات المسلحة المصرية)은 이집트 공화국의 국군이다. 규모로는 아프리카와 중동 지역에서 가장 크며, 육군, 해군, 공군 및 이집트  항공방위군로 조직되어 있다.